# Wizytówka

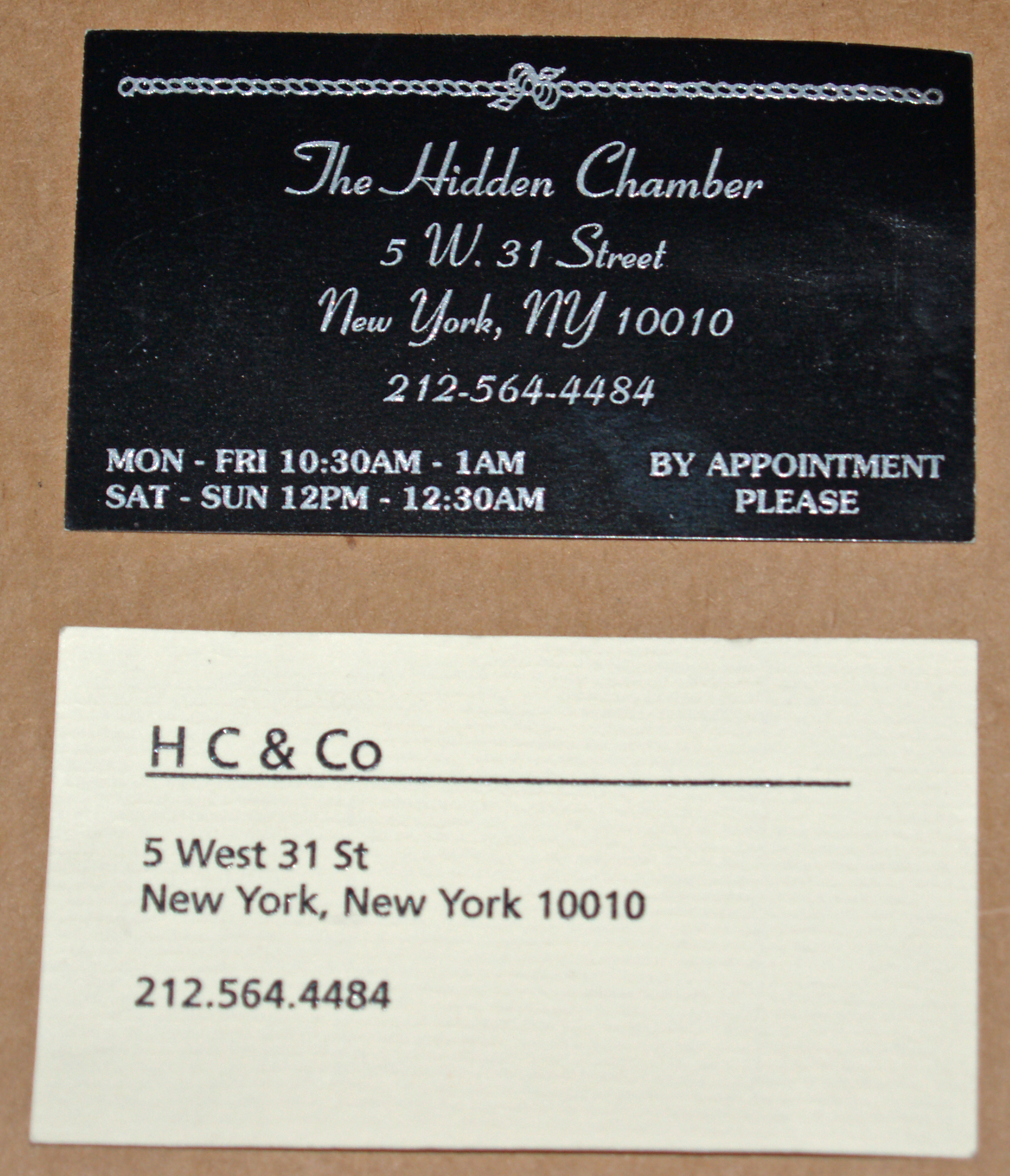
Wizytówki

Wizytówka  w sensie poligraficznym jest drukiem akcydensowym. Wizytówka to zazwyczaj prostokątny, podręczny kartonik, zapisany treścią zależną od rodzaju wizytówki. Towarzyszy chwilom nawiązywania znajomości, stając się elementem konwenansu. Jest oznaką uprzejmości i szacunku, a współcześnie może też pełnić funkcje reklamowe.

## Historia

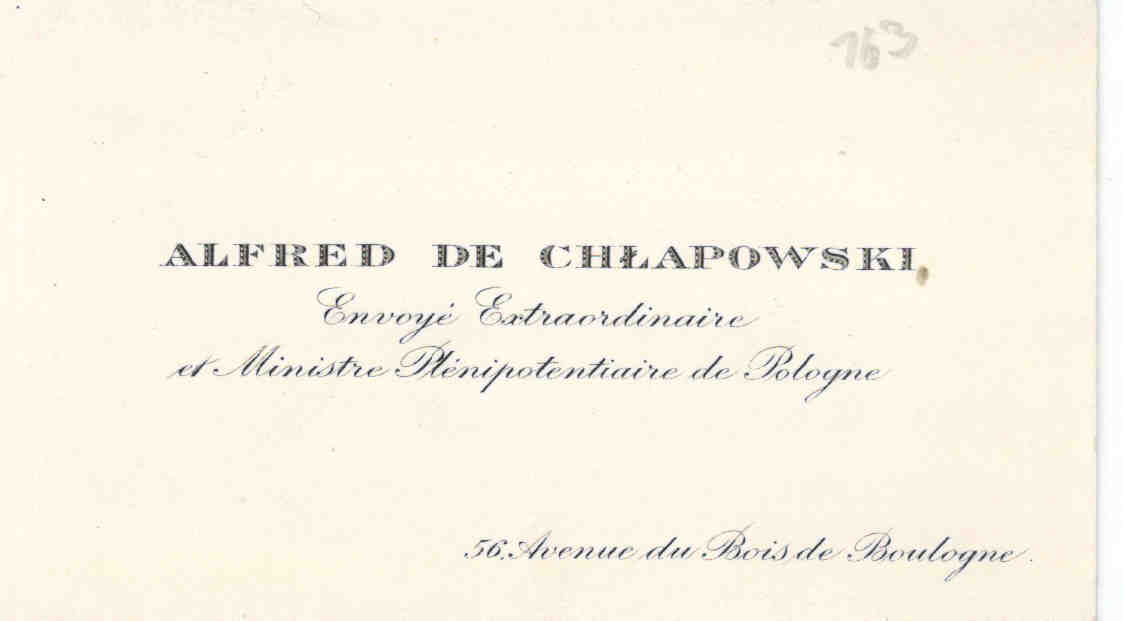
Wizytówka Alfreda Chłapowskiego, 1920-1925 r. (miejsce przechowywania: Archiwum Państwowe w Poznaniu).

Wizytówka  pojawiła się w XV w. w  Chinach, gdzie również wynaleziono papier. Chiński urzędnik był zobligowany specjalnym dekretem do posiadania wizytówki ze specjalnego papieru czerpanego, która zawierała jedynie imię i nazwisko jej właściciela oraz zajmowane stanowisko. Dużą popularnością cieszyły się wizytówki we Francji w czasach Ludwika XIV. Pierwszą drukowaną wizytówkę znaleziono na terenie Niemiec i pochodzi ona z końca XVIII wieku. W Rosji wizytówki rozpowszechniły się za czasów Katarzyny II. Pod koniec wieku XIX zaczęły cieszyć się popularnością wizytówki reklamowe.

## Rodzaje wizytówek
Ze względu na przeznaczenie wizytówki można stosować podział wizytówek:
- służbowa – logo firmy, imię i nazwisko właściciela i jego stanowisko, dane do kontaktu (np. adres pocztowy, adres e-mailowy, telefon, fax), rodzaj działalności firmy (czasem z odniesieniem do strony internetowej), czasem zawiera dodatkowe treści typu: pełna nazwa firmy (dla prawidłowego wypisywania faktur), konto bankowe, mapa dojazdowa, zdjęcie (np. właściciela wizytówki lub produktu) itd.
- osobista – imię i nazwisko właściciela, czasem jego tytuł naukowy lub stopień oficerski, mogą też być informacje dodatkowe do kontaktu i adres klubu, do którego należy właściciel
- rodzinna – zazwyczaj jedynie imiona i nazwisko bez adresu, dołączana przy wysyłkach prezentu, a czasem przy zapoznawaniu się
- kombinowana – z elementami wizytówki osobistej i służbowej.

## Wymiary
Z przyczyn praktycznych wymiar współczesnej wizytówki zazwyczaj nie przekracza 9 cm x 5,5 cm, ponieważ większe wizytówki dla ich zarchiwizowania wymagałyby specjalnych wizytowników.
Szeroko rozpowszechniony międzynarodowy wymiar standardowy został ujęty w normie ISO 7810 ID-1 i jest zgodny z wymiarem kart kredytowych:
85,60 mm × 53,98 mm (3,370 in × 2,125 in).
Mniej rozpowszechnionym wymiarem wizytówek jest format A8: 74 mm × 52 mm (2,913 in × 2,047 in)
| Standard                                                               | Wymiary (mm)  | Wymiary (cale) | Proporcje (dłuższy bok/krótszy bok) |
| ---------------------------------------------------------------------- | ------------- | -------------- | ----------------------------------- |
| ISO 7810 ID-1, wymiar kart kredytowych                                 | 85,60 × 53,98 | 3,370 × 2,125  | 1,586                               |
| ISO 216, format A8                                                     | 74 × 52       | 2,913 × 2,047  | 1,423                               |
| Australia, Nowa Zelandia                                               | 90 × 55       | 3,54 × 2,165   | 1,636                               |
| Kanada, USA, Holandia                                                  | 89 × 51       | 3,5 × 2        | 1,75                                |
| Yongō, używane w Japonii                                               | 91 × 55       | 3,582 × 2,165  | 1,655                               |
| Włochy, Wielka Brytania, Francja, Niemcy, Hiszpania                    | 85 × 55       | 3,346 × 2,165  | 1,545                               |
| Białoruś, Czechy, Kazachstan, Mołdawia, Polska, Rosja, Słowacja, Węgry | 90 × 50       | 3,543 × 1,968  | 1,8                                 |
| Chiny                                                                  | 90 × 54       | 3,543 × 2,125  | 1,667                               |